# Салтыков, Иван Михайлович
Ива́н Миха́йлович Большо́й Салтыко́в (убит в 1611 году) — дворянин московский, воевода, русский деятель времён Смуты, старший сын боярина и воеводы Михаила Глебовича Салтыкова.

## Биография
Государственная деятельность Ивана Михайловича началась при царе Василии Шуйском. Впервые в разрядах он упоминается в 1607 году, когда был послан воеводой совместно с Фёдором Ивановичем Шереметевым и Иваном Плещеевым с войском под Астрахань для подавления восстания Болотникова.
В 1609 году Иван Михайлович является товарищем Фёдора Ивановича Шереметева, который командовал «низовым» войска, шедшим выручать Москву, осаждённую Лжедмитрием II. Из Касимова он был вызван прямо в Москву.
В 1610 году Иван Михайлович Салтыков отправился вместе в знаменитое посольстве русской знати к Сигизмунду III под Смоленск, которое заключило договор с поляками об избрании Владислава IV Ваза русским царём. Во время приема посольства королём Ивану Михайловичу пришлось продолжать длинную речь своего отца, который не смог её окончить от сильного утомления.
В том же 1610 году Иван Михайлович принял участие в Клушинской битве, где оказал много услуг гетману Жолкевскому тем, что через лазутчиков поселял раздор и смуту в войске Василия Шуйского. В письме к королю Жолкевский горячо хвалил Ивана Михайловича. После Клушинской битвы Салтыков сопровождал Жолкевского к Москве: имя его упоминается в грамоте, посланной гетманом из Можайска в Москву боярам с убеждением присягнуть Владиславу. По свидетельству Столяровского Хронографа, при насильственном пострижении низложенного царя Василия Шуйского «отрекался в его место Иван Салтыков».
После вступления поляков в Москву, по приговору Боярской думы и по соглашению с коронным польным гетманом Станиславом Жолкевским, Иван Михайлович Салтыков в сентябре 1610 года был назначен воеводой в Новгород, чтобы оберегать его пределы «от немецких и воровских людей» и приводить под королевскую руку «воровские» города. Сохранились два подробные донесения Ивана Михайловича польскому королю Сигизмунду о его деятельности в Новгороде, помеченные 17 ноября 1610 года.
В 1611 году Иван Михайлович Салтыков ходил с войском против шведов к Ладоге, а оттуда намеревался идти к Москве. Новгородцы вызвали его в Новгород, дав клятву не делать никакого зла. Но затем, по наветам дьяка Семейки Самсонова, подвергли его жестоким пыткам и посадили на кол. Как сообщает Никоновская летопись, «он же им обещевашеся, что отнюдь мысли никакие не делаю над Московским государством, а под Новгород хотя отец мой придет с литовскими людьми, и я стану битися». Истинные причины гибели Ивана Михайловича неизвестны.
В Боярском списке 1611 года напротив его фамилии указано "за измену казнён".
Не известно, был ли он женат, детей он не оставил.